# Rho Fieramilano
Rho Fieramilano è una stazione della linea M1 della metropolitana di Milano.
Serve il polo fieristico Fieramilano ed è sita nel comune di Rho.

## Storia
La stazione fu attivata il 14 settembre 2005 come capolinea del prolungamento proveniente da Molino Dorino (comprendente anche la fermata intermedia di Pero, inaugurata il 19 dicembre 2005) e da allora è uno dei due capolinea occidentali della linea. Prima di allora la tratta era stata attivata provvisoriamente dal 30 marzo al 2 aprile, in occasione delle elezioni amministrative.
Inizialmente chiamata Rho-Fiera, la stazione è stata in seguito ribattezzata Rho-Fiera Milano ed infine Rho Fieramilano, come il polo fieristico extraurbano della Fiera di Milano, situato a Cerchiate (Pero), del quale la stazione è al servizio. Il cambio di denominazione si è reso necessario per marcare la differenza con il centro fieristico urbano nel quartiere Portello, denominato Fieramilanocity, il cui nome è invece sussidiario di quello della stazione Lotto (e che è costituito dai padiglioni rimasti operativi del vecchio quartiere fieristico milanese dopo la costruzione del polo di Rho ed il trasferimento ad esso della maggior parte degli eventi espositivi).
Dal 9 giugno al 13 luglio 2014 la stazione, insieme a quella di Pero, è stata chiusa per lavori di ammodernamento per l'Expo 2015, ed il capolinea è stato nuovamente arretrato in via temporanea a Molino Dorino.
Durante la manifestazione Expo Milano 2015 la stazione venne provvisoriamente denominata Rho Fiera Expo.

## Struttura e impianti
La stazione è situata all'interno del territorio comunale di Cerchiate, in corrispondenza di Fieramilano. Si tratta di una stazione sotterranea con due binari e due banchine laterali accessibile ai disabili.
La stazione esula dall'area urbana della metropolitana milanese, risultando raggiungibile con il biglietto ordinario ma soggetta alla tariffa extraurbana per gli abbonamenti.
A differenza della maggior parte delle stazioni della rete, la fermata serve esclusivamente un polo fieristico, è stata concepita unicamente a tale scopo e non si trova in corrispondenza di zone residenziali o frequentate regolarmente per svago e/o per lavoro da milanesi, pendolari e turisti: per questa ragione il suo flusso di passeggeri è molto variabile e concentrato in pochi brevi periodi, crescendo durante gli eventi espositivi e riducendosi notevolmente negli altri periodi dell'anno. Dei sette accessi alla stazione, i due più grandi si trovano all'interno della fiera stessa.
Il piano binari è sito in posizione spostata rispetto alla fiera, che è raggiungibile tramite un lungo corridoio dotato di tappeti mobili. Durante le esposizioni di particolare importanza, il flusso di visitatori rende la stazione molto affollata e può capitare che l'accesso ai binari venga momentaneamente interrotto per consentire il deflusso dei passeggeri a bordo dei treni in partenza.

## Interscambi
Oltre che dai servizi ferroviari afferenti alla stazione ferroviaria di Rho Fiera, Rho Fieramilano è servita dalle autolinee urbane e interurbane ATM.
- Stazione di Rho Fiera
- Fermata autobus
- Tappeto mobile (stazione-Fieramilano)

## Servizi
La stazione dispone di:
- Accessibilità per portatori di handicap
- Ascensori
- Scale mobili
- Emettitrice automatica biglietti
- Servizi igienici
- Stazione videosorvegliata

## Galleria d'immagini

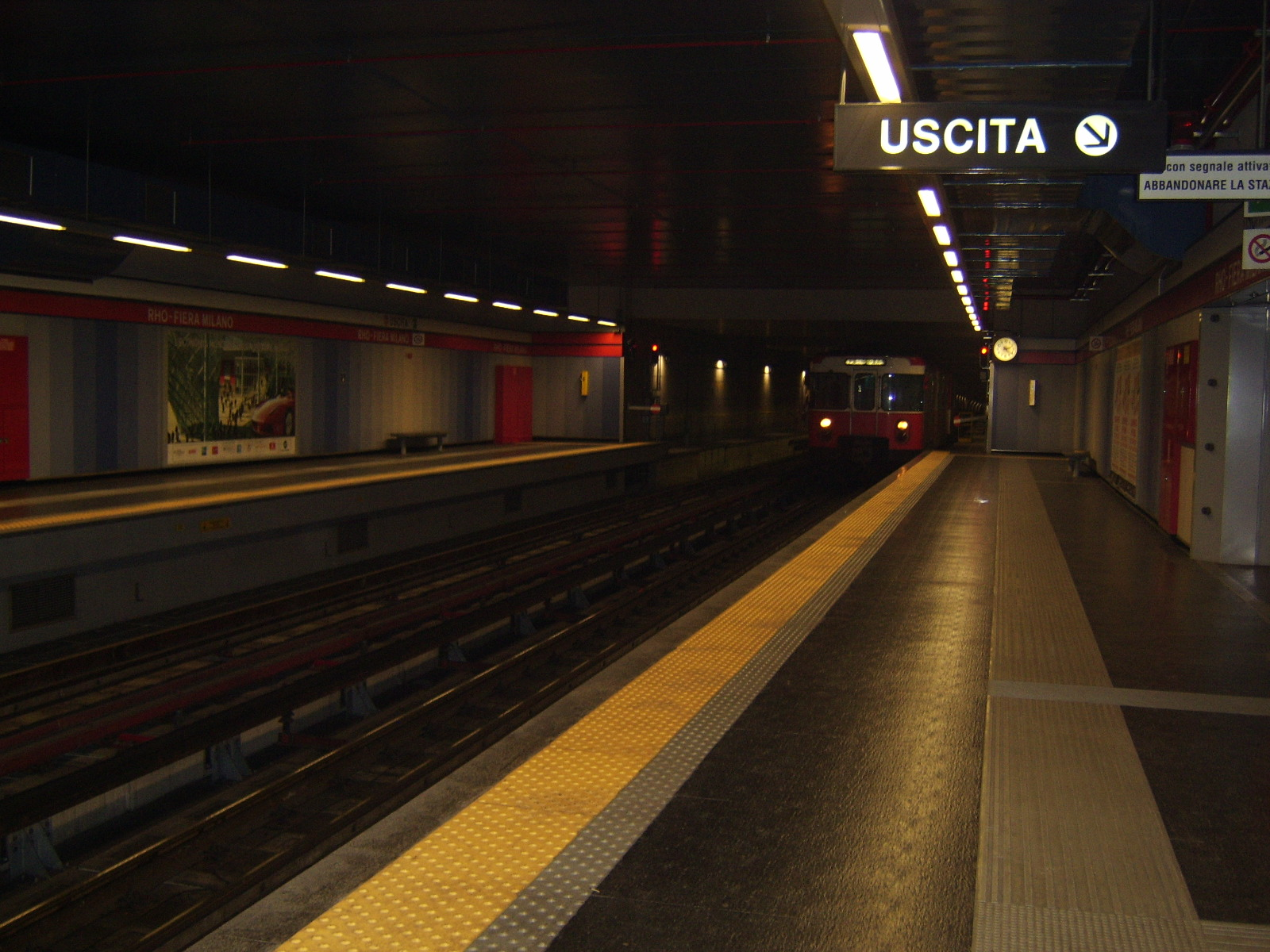
Il piano banchine
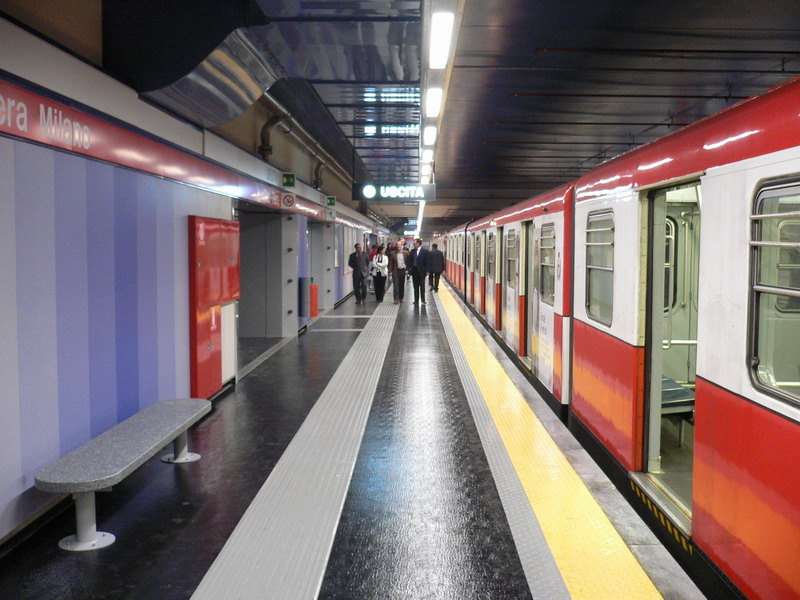
Banchina della stazione
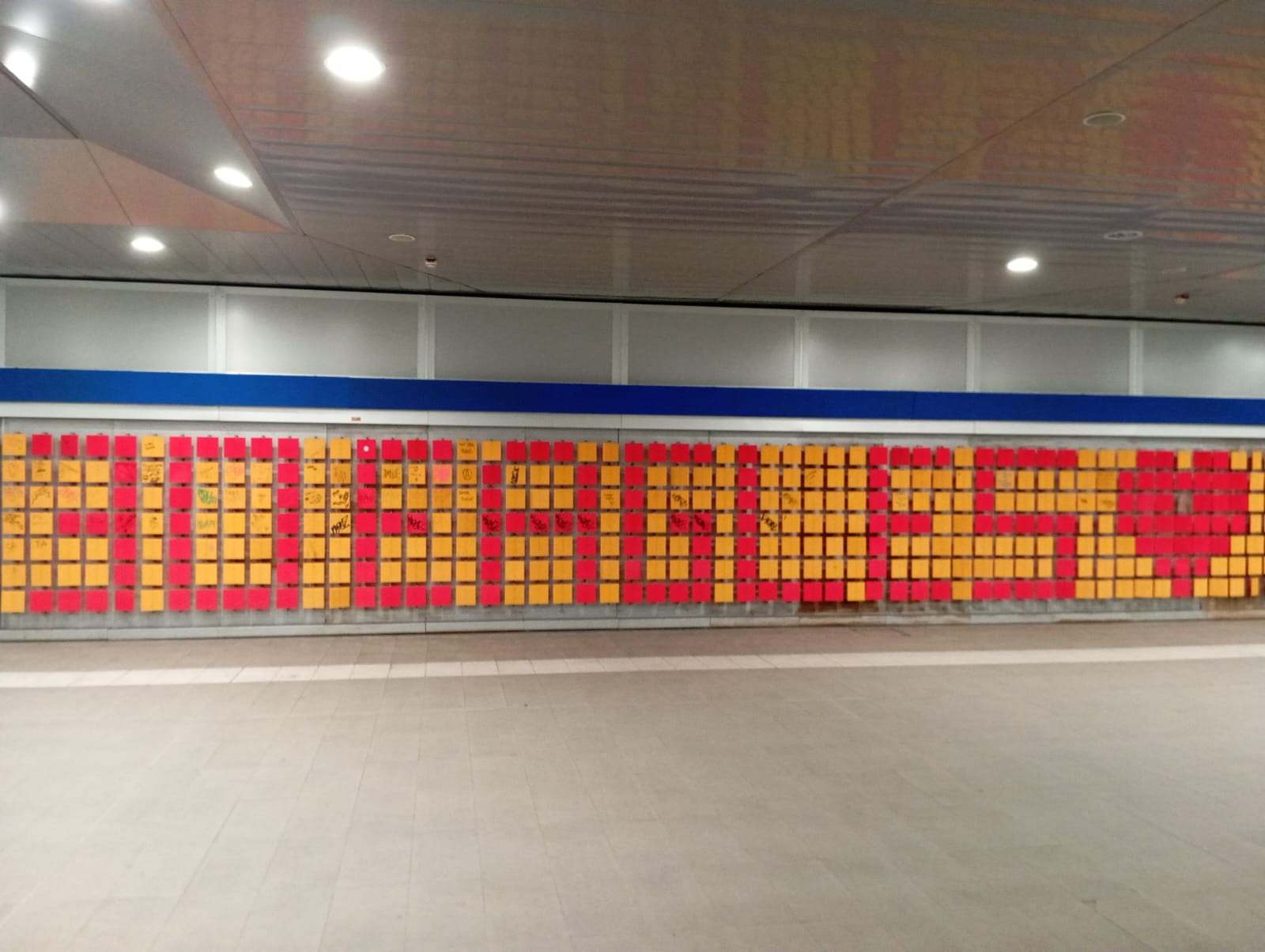
Antonio Gramegna. Installazione artistica presso la stazione.